# Vertebrae
Vertebrae je deseti studijski album norveškog metal sastava Enslaved. Album su 26. rujna 2008. godine objavile diskografske kuće Indie Recordings (u Europi) i Nuclear Blast (u Sjevernoj Americi); ovo je prvi studijski album sastava koji su objavili navedeni izdavači. Časopis Terrorizer proglasio ga je Albumom godine 2008. Album je u svom prvom tjednu izlaska bio prodan u oko 1100 primjeraka, čime se popeo na 49. mjesto na Billboardovoj top ljestvici Top Heatseekers.

## Popis pjesama
Glazba: Ivar Bjørnson.
| 1.    | »Clouds«       | Grutle Kjellson | 6:09 |
| 2.    | »To the Coast« | Bjørnson        | 6:27 |
| 3.    | »Ground«       | Bjørnson        | 6:38 |
| 4.    | »Vertebrae«    | Kjellson        | 5:01 |
| 5.    | »New Dawn«     | Bjørnson        | 5:23 |
| 6.    | »Reflection«   | Kjellson        | 7:45 |
| 7.    | »Center«       | Bjørnson        | 7:33 |
| 8.    | »The Watcher«  | Kjellson        | 4:11 |
| 49:07 |                |                 |      |

## Recenzije
Album je kritički bio uglavnom dobro prihvaćen. Eduardo Rivadavia, glazbeni kritičar sa stranice Allmusic, izjavio je kako se u zvuku albuma naziru elementi jazza i art rocka te naposljetku sam album ocjenjuje četirima od pet zvjezdica.

## Zasluge
| Enslaved - Ivar Bjørnson – gitara, produkcija, inženjer zvuka - Grutle Kjellson – vokali, bas-gitara, produkcija - Ice Dale – solo gitara, inženjer zvuka - Herbrand Larsen – vokali, klavijature, produkcija, inženjer zvuka - Cato Bekkevold – bubnjevi, perkusija Dodatni glazbenici - Johnny Skalleberg – dodatni SpaceEcho - Ronni Le Tekrø – solo gitara (na pjesmi "Clouds") | Ostalo osoblje - Evil Joe Barresi – miksanje - Tina Korhonen – fotografija - Asle Birkeland – fotografija - George Marino – mastering - Mike Hartung – inženjer zvuka - Johnny Skalleberg – inženjer zvuka - Trine Paulsen – dizajn omota - Kim Sølve – dizajn omota |